# B.J. Finney
Benjamin J Isaac Finney II (Wichita, 26 ottobre 1991) è un ex giocatore di football americano statunitense che ha militato nel ruolo di offensive lineman per i Pittsburgh Steelers della National Football League (NFL).

## Carriera

### Pittsburgh Steelers
Malgrado fosse pronosticato dagli analisti come una scelta del quarto/quinto giro del Draft NFL 2015, Finney non fu selezionato, finendo per firmare con i Pittsburgh Steelers. Vi giocò per quattro stagioni, disputando 59 partite, di cui 13 come titolare.

### Seattle Seahawks
Il 17 marzo 2020 Finney firmò con i Seattle Seahawks un contratto biennale del valore di 8 milioni di dollari. Rimase con essi la prima metà della stagione 2020 senza mai scendere in campo.

### Cincinnati Bengals
Il 28 ottobre 2020 Finney e una scelta del settimo giro del draft 2021 furono scambiati con i Cincinnati Bengals per il defensive end Carlos Dunlap.

### Pittsburgh Steelers
Il 16 marzo 2021 Finney firmò un contratto di un anno per fare ritorno a Pittsburgh.